# Balogh Alajos
Balogh Alajos (Sümeg, 1831. július 23. – Pápa, 1885. október 20.) köz- és váltóügyvéd, színész, költő.

## Élete
Apja Balogh János, színigazgató, anyja Mátyisovszky Erzsébet. Felsőbb iskoláit Pápán végezte, majd 1845. március havában színésszé lett Bács Károlynál. 1847-ben már Hetényi Józsefnél játszott Pápán. Részt vett az 1848–49-es szabadságharcban, majd utána még 1855-ig szolgált. Azután Kétszery Józsefhez szerződött, utána ismét Hetényihez, majd Molnár Györgyhöz. 1859-től az igazgatással is próbálkozott, ezután Mátray István és Miklósy Gyula társaságában vezetett színházat. 1867-ben lemondott pályájáról és postakezelést vállalt Pécsett, de három év után ismét kedvet kapott a színigazgatáshoz. 1872-ben Kétszeryhez szerződött, majd 1873-ban ismét önálló igazgató lett. 1874 és 1885 között emiatti dunántúli városokba látogatott el. 1869-ben ügyvédi oklevelet nyert és Sopronban telepedett le. A közönség komikus, kedélyes és gáláns apaszerepekben láthatta.
Felesége Philippovits Borbála (Visz, 1838. nov. 29.–Beszterce, 1905. jan. 25.) színésznő volt, aki színpadra lépett 1855-ben. 1889. december 26-án Rozsnyón, a Vereshajú Sajgóné szerepében jubilált.

## Fontosabb szerepei
- Dr. Kokas (Csiky Gergely: Mukányi);
- Biberách (Katona József: Bánk bán);
- Peták János (Csepreghy F.: A piros bugyelláris);
- Ferenc (Schiller: Haramiák).

## Művei
- Sümeg vára. Rege a magyar előidőkből. Pest, 1858. (Ism. Győri Közlöny 72–75. sz.)
- Megtört szív hangjai. Veszprém, 1858.
- Zalai ibolyák. Dalkönyv. Pest, 1859.
- Balatonfüredi emlék. Kisfaludy Sándor szoborörökítési ünnepélyére. Veszprém, 1860.
- Költeményei megjelentek a Magyar Néplapban (1857), a Népújságban (1859-60), a Napkeletben (1860) és a Divatcsarnokban (1861)

## Működései adatai
1855: Kétszery József; 1856: Győr; 1859: Kaposvár; 1860: Csorna; 1869: Miklósy György; 1871: Kőszegi Endre; 1872: Kétszery József.
Igazgatóként: 1873: Kecskemét; 1874: Selmecbánya; 1875: Kalocsa; 1876: Dombóvár; 1877: Kőszeg; 1878: Csáktornya; 1879: Sümeg; 1880: Pápa; 1881: Szombathely; 1882: Marcali; 1883: Szigetvár; 1884: Baja; 1885: Pápa.